# Садиба Ісаєвичів
Садиба Ісаєвичів — історичний будинок у селі Волошинівка у Баришівському районі Київської області.

## Історія
Наприкінці XVII століття селом володів сотник баришівський Мирон Гавришенко. Його онук баришівський городовий отаман і сотник Ісай Данилович отримав універсал на Волошинівку у 1710 році. Від нього ведуть свій рід Ісаєвичі, які володіли маєтком понад 200 років. На території маєтку залишився невеликий садибний будинок та ландшафтний парк у 4 гектари. Ісаєвичі емігрували після окупації України радянською Росією. Молодший син повертався в село під час німецької окупації. За радянських часів у збереженій будівлі розміщувалась контора колгоспу та радгоспу.
Наразі будинок стоїть занедбаний.